# Hosenruck
Hosenruck ist eine ehemalige Ortsgemeinde und eine Ortschaft der Gemeinde Wuppenau im Bezirk Weinfelden des Kantons Thurgau in der Schweiz.
Das am Südhang des Nollens gelegene Hosenruck bildete bis 1970 eine Ortsgemeinde der Munizipalgemeinde Wuppenau. Am 1. Januar 1971 fusionierten die Ortsgemeinden Hosenruck, Heiligkreuz und Wuppenau zur Einheitsgemeinde Wuppenau.

## Geschichte

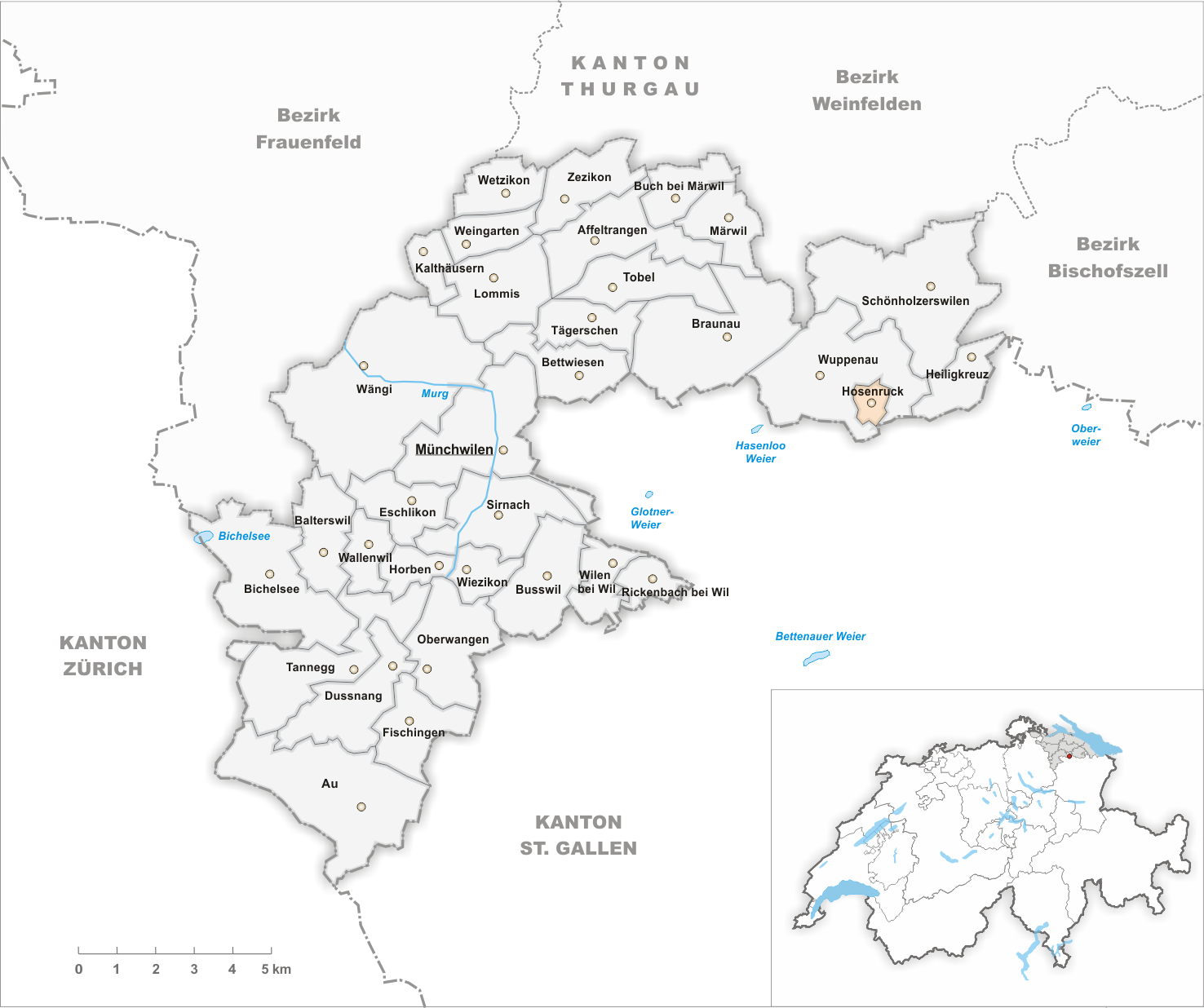
Gemeindestand vor der Fusion im Jahr 1971

Vom Mittelalter bis 1798 unterstand Hosenruck dem Niedergericht Istighofen in der Herrschaft Bürglen. Hosenruck gehört zur Pfarrei Schönholzerswilen und war bis 1900 mehrheitlich reformiert. Die katholischen Einwohner besuchten die Messe in Wuppenau und werden seit 1871 der katholischen Kirchgemeinde Welfensberg zugeschlagen.
Im 19. Jahrhundert bestand neben dem Ackerbau vor allem die Kattun- und Baumwollweberei. Mit dem Übergang zur Vieh- und Milchwirtschaft gegen Ende des 19. Jahrhunderts kamen die Stickerei, Wirkerei und Färberei ins Dorf. Auf dem Nollen wurde um 1900 ein Kurbetrieb geführt. Obwohl im abseits der grossen Verkehrswege gelegenen Hosenruck ein privates Altersheim existiert und nach 1960 einige Einfamilienhäuser gebaut worden waren, bewahrte das Dorf seinen bäuerlichen Charakter.

## Bevölkerung
| Jahr         | 1850  | 1900  | 1950  | 1970  | 2000  | 2010  | 2018  | 2023  |
| Ortsgemeinde | 236   | 167   | 176   | 211   |       |       |       |       |
| Ortschaft    |       |       |       |       | 117   | 210   | 443   | 477   |
| Quelle       | [ 3 ] | [ 3 ] | [ 3 ] | [ 3 ] | [ 4 ] | [ 5 ] | [ 2 ] | [ 6 ] |

Von den insgesamt 477 Einwohnern der Ortschaft Hosenruck am 31. Dezember 2023  waren 34 bzw. 7,1 % ausländische Staatsbürger. 224 (47,0 %) waren römisch-katholisch und 116 (24,3 %) evangelisch-reformiert.

## Sehenswürdigkeiten
Das Bauernhaus in der Waldwies 2 ist in der Liste der Kulturgüter in Wuppenau aufgeführt.

## Bilder
→ siehe auch Artikel Nollen